# Tadao Andō

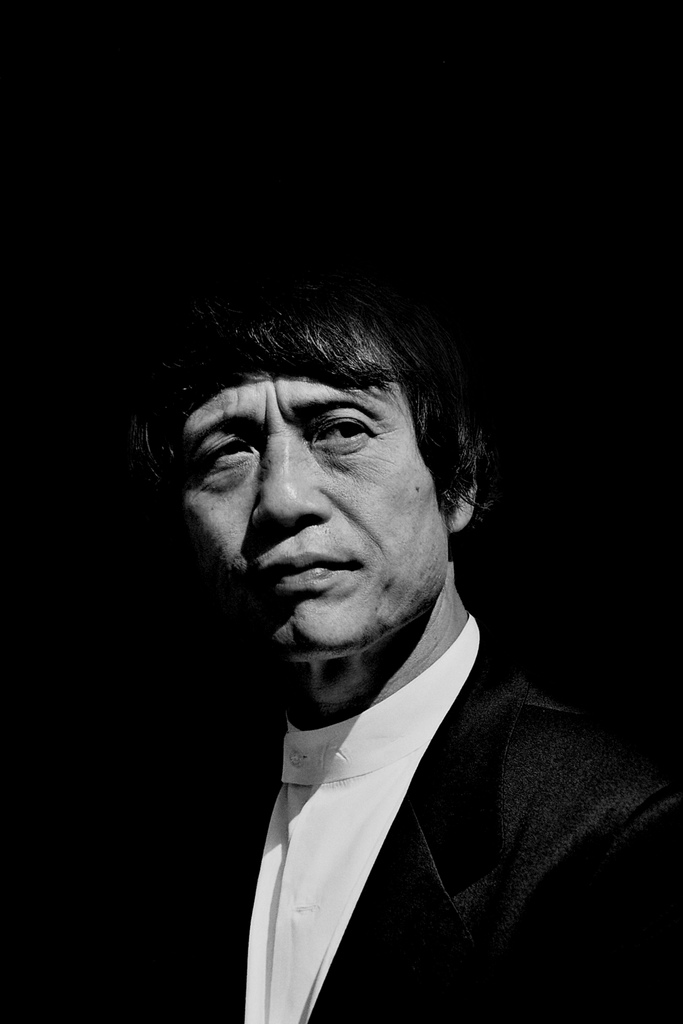
Tadao Andō (2004)

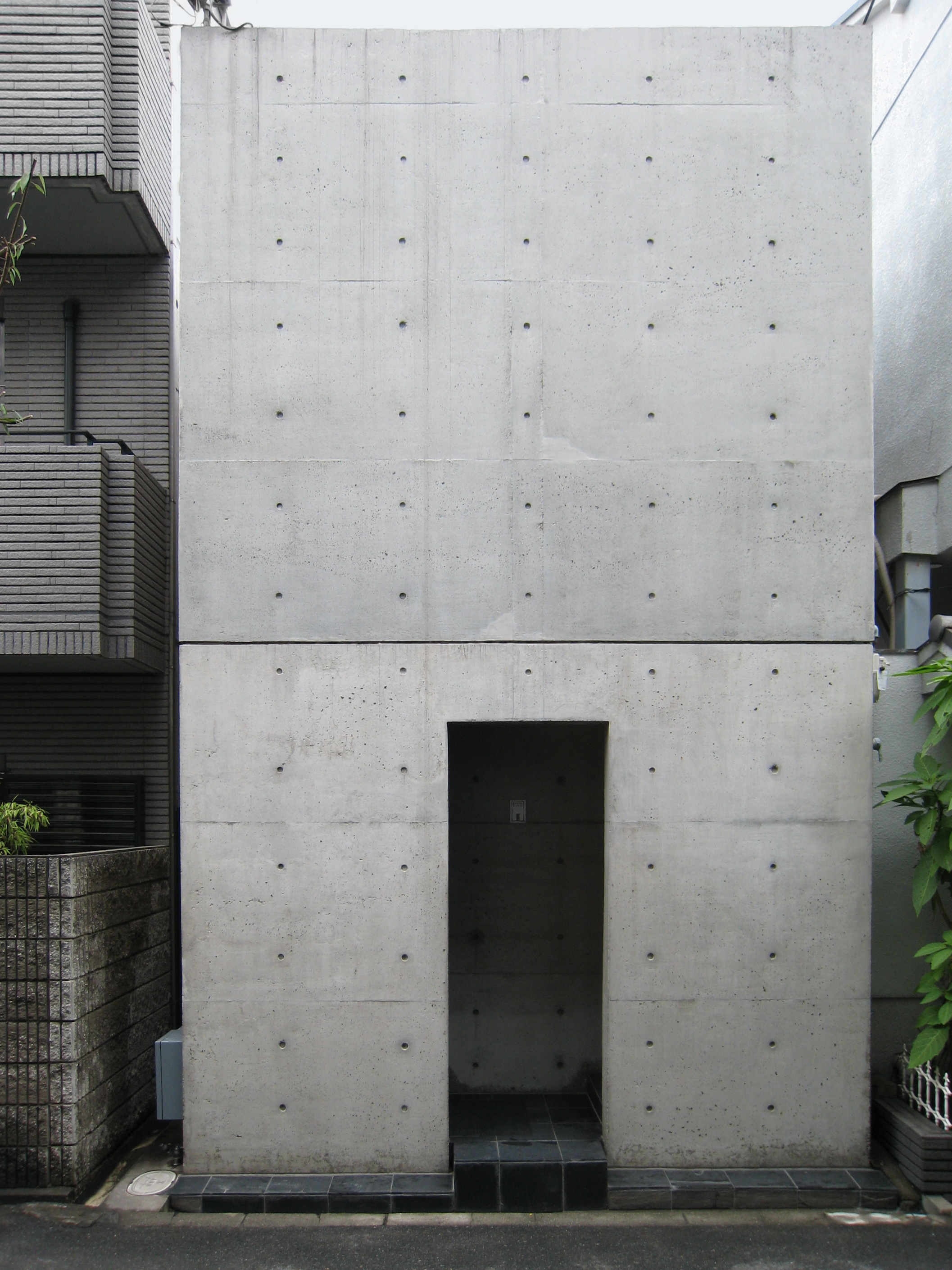
Haus Azuma (住吉の長屋), Osaka, 1976

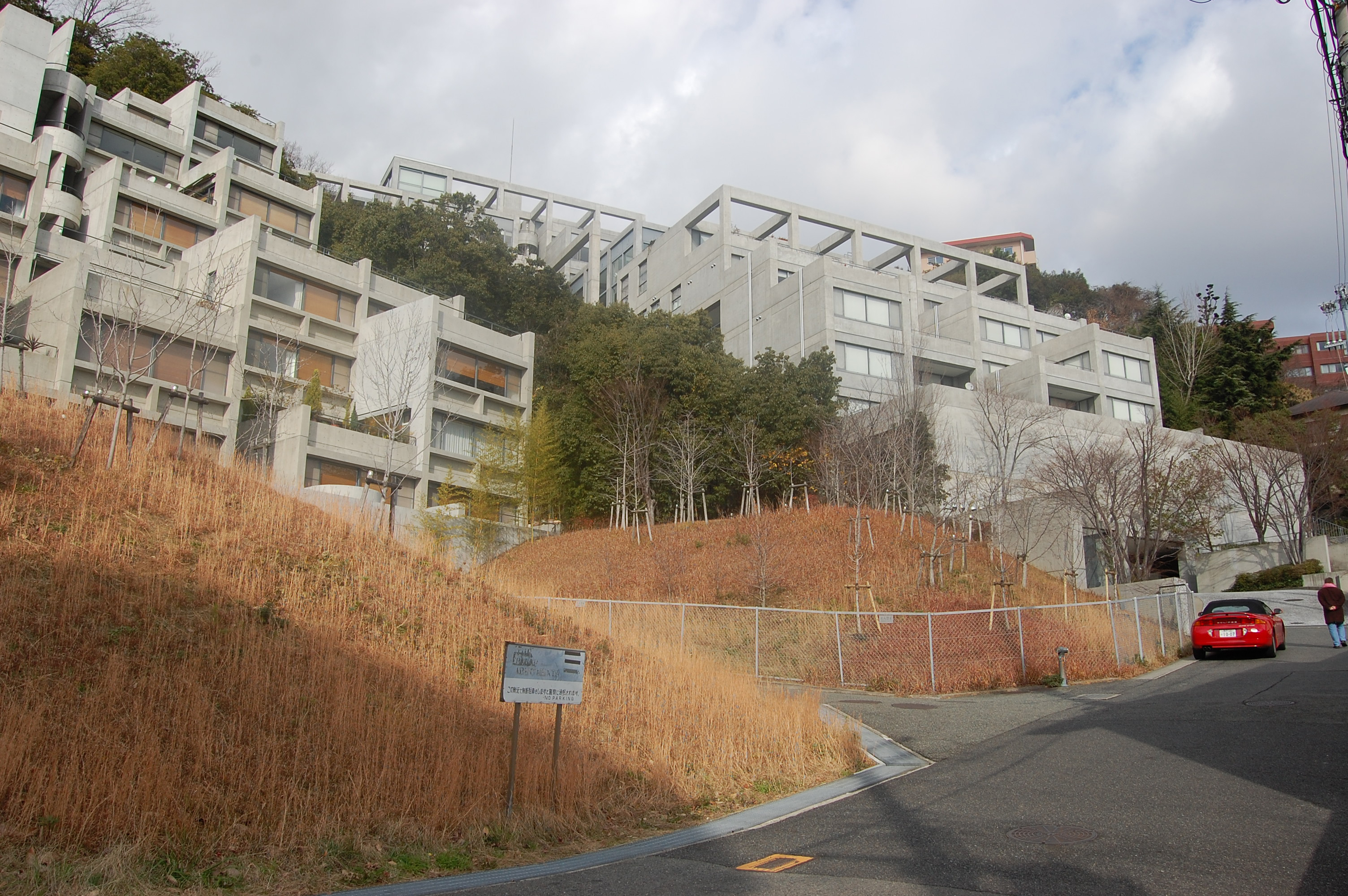
Wohngebäude am Rokkō in Kōbe, 1983

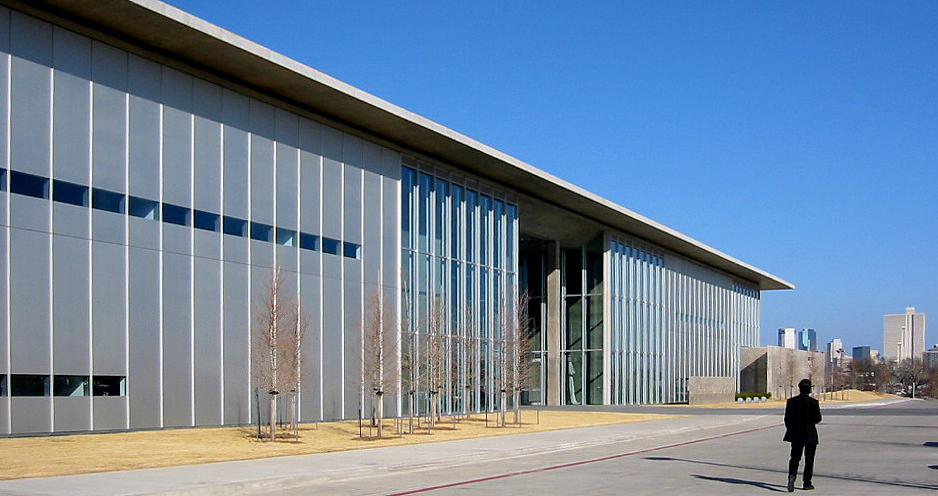
Modern Art Museum, Fort Worth, 2002

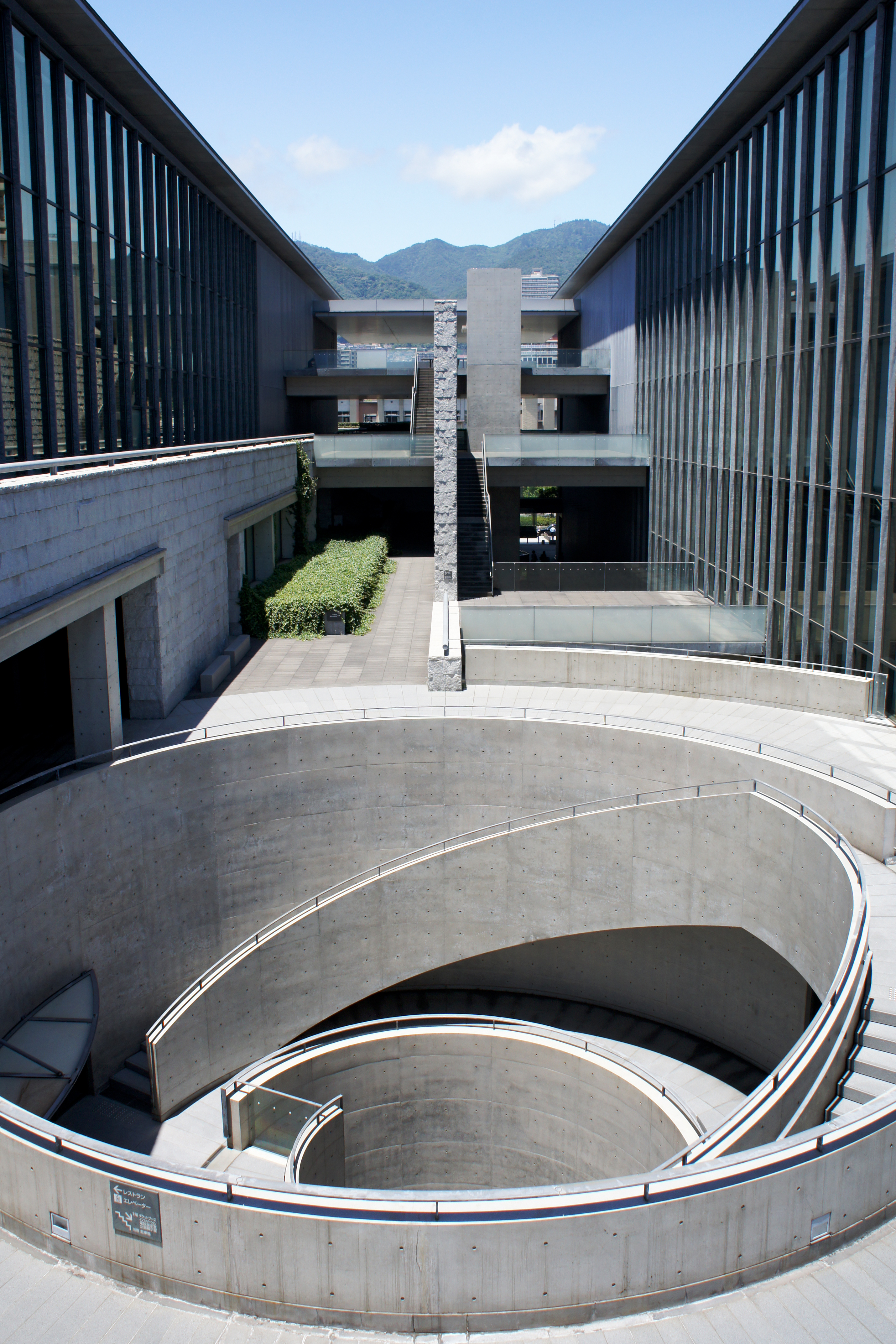
Hyogo Prefectural Museum of Art, Kōbe, 2002

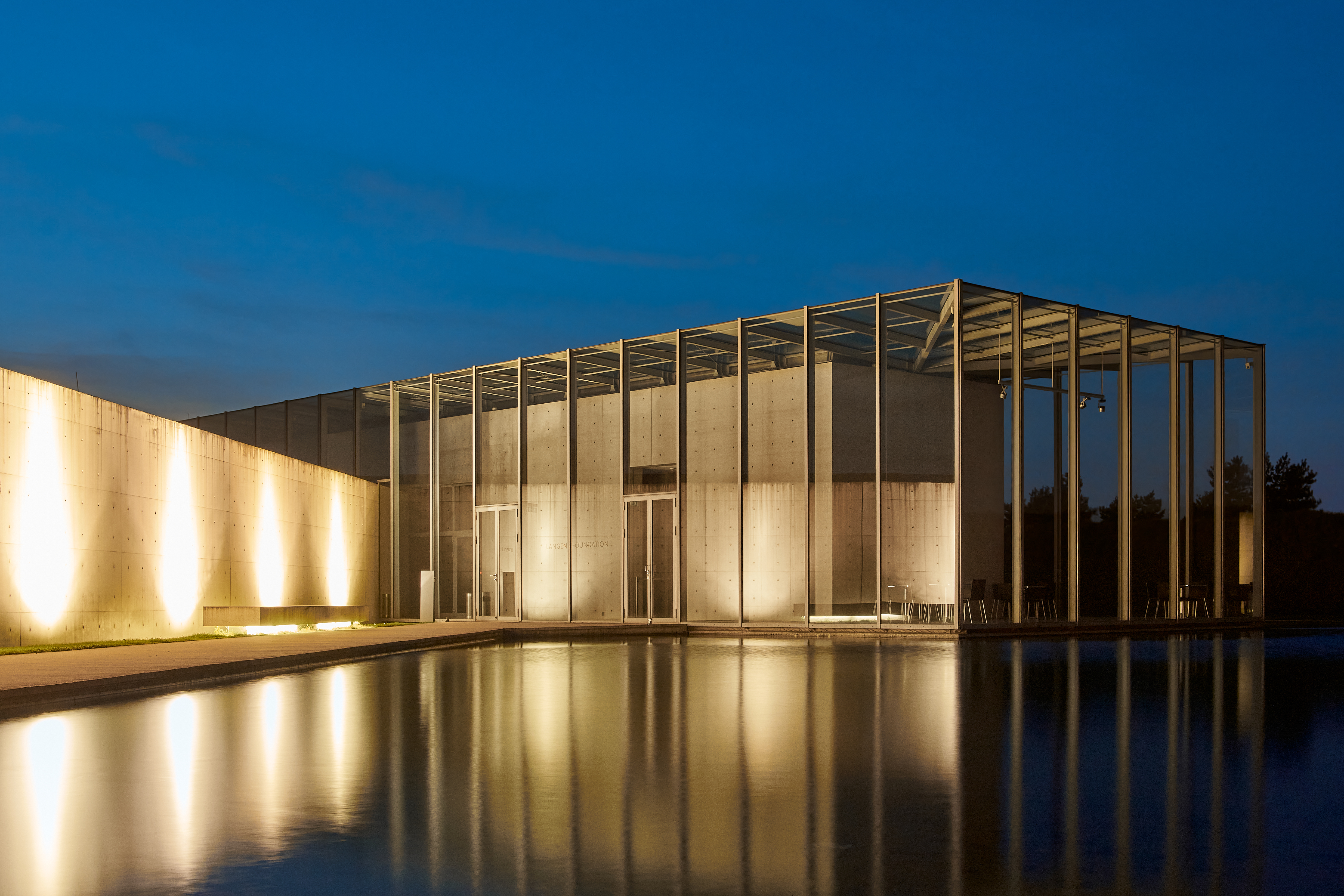
Ausstellungsgebäude der Langen Foundation, Hombroich, 2014

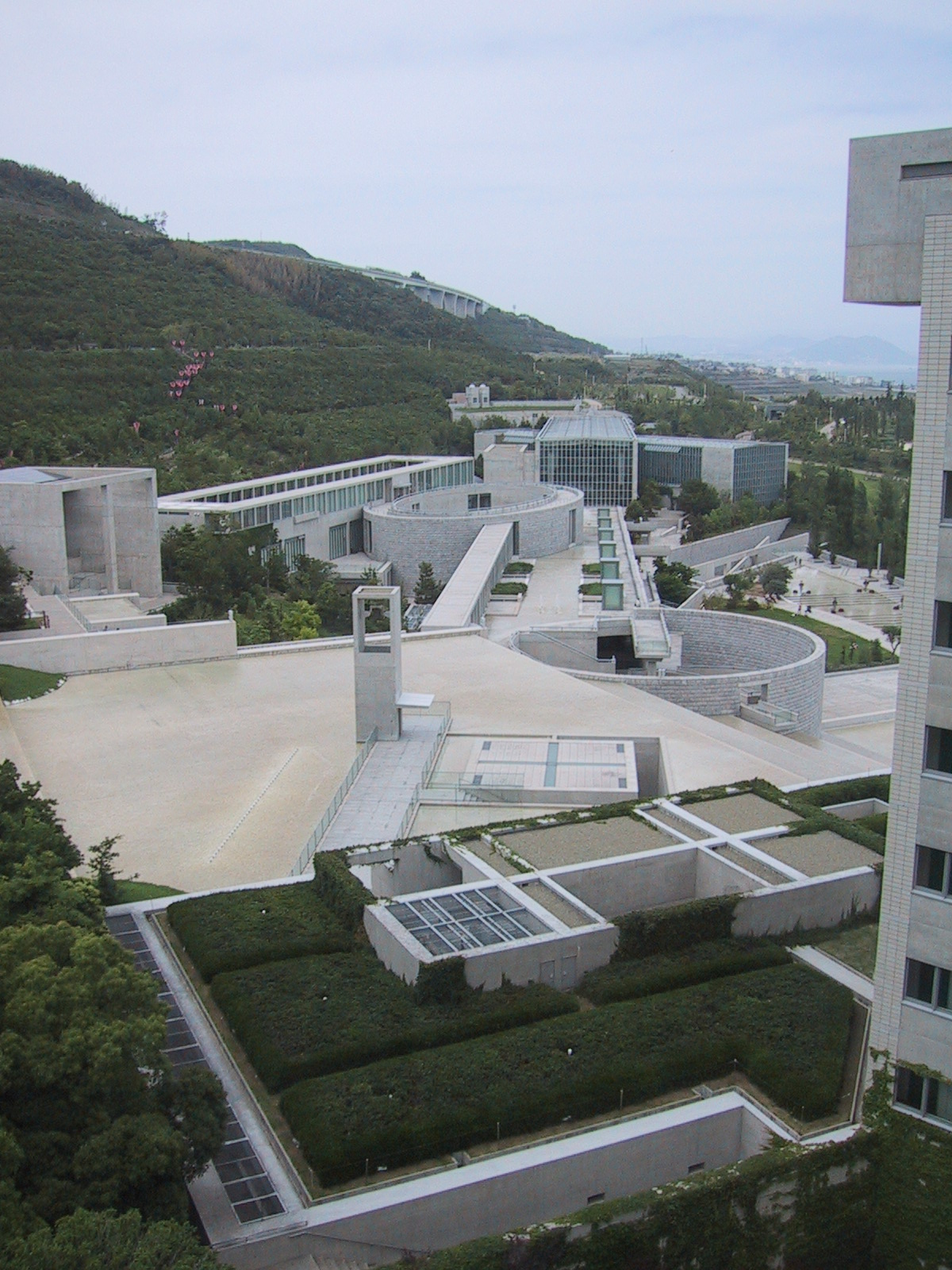
Westin-Hotel auf der Insel Awaji, Japan

Tadao Andō (japanisch 安藤 忠雄, Andō Tadao; * 13. September 1941 in Minato-ku, Osaka) ist ein japanischer Architekt. Er hat zahlreiche Auszeichnungen für seine Arbeit erhalten, unter anderem den Pritzker-Preis, den angesehensten Architekturpreis. Andō hält Vorträge in aller Welt, die Tausende von Zuschauern anziehen.

## Leben
Andō wuchs im Nachkriegsjapan bei seiner Großmutter auf. Schon als Kind begann er als Zimmermann zu arbeiten. Seine bewusste Auseinandersetzung mit der Architektur begann, als er im Alter von 15 Jahren auf ein Buch über Le Corbusier stieß.
In seiner Jugend wurde er Profiboxer. Er hat nie Architektur studiert. Als Autodidakt eröffnete Andō 1969 in Osaka ein eigenes Atelier, das er Tadao Andō Architect & Associates nannte. Er ist zurzeit der wohl bekannteste Architekt Japans. Andō unterrichtete an verschiedenen Universitäten in den USA, nämlich Yale (1987), Columbia (1988), Harvard (1990), an der IAA in Sofia und seit 1997 an der Universität Tokio. Seit 2003 ist er emeritiert.
In den letzten Jahren engagiert sich Andō in zunehmendem Maße auch umweltpolitisch. Bei seinem Projekt Westin Awaji Island Hotel wurde ein großflächiger Wald angelegt, der die Architektur umgibt. 2007 startete er das Projekt Umi-no-Mori („Meereswald“) in Tokio, bei dem eine künstliche Insel, die früher als Müllkippe diente, zu einem bewaldeten Naherholungsgebiet werden soll. Andō möchte damit die Botschaft von Japan aus in die Welt tragen, dass es wichtig sei, dass die Menschheit im Einklang mit der Umwelt lebt (s. u., „Projekte“).

## Architektur
Die Architektur Andōs ist durch einen konsequenten Minimalismus gekennzeichnet. Sein bevorzugtes Material ist feinster Sichtbeton, dessen Schaltafeln nach der Größe von Tatami-Matten bemessen sind, die zusammen mit den Rödellöchern ein unverwechselbares Oberflächenraster ergeben. Für die Grundform der Gebäude greift er auf einfache geometrische Formen zurück, wobei er häufig mit Wiederholungen arbeitet.
Die Ausführung der Innenräume erfolgt auf der Grundlage asketischer Prinzipien: Die Raummitte wird als Ort der Sammlung begriffen, die Helligkeit wird über Lichtschlitze in den Wänden bestimmt. Ziel der Gestaltung der Räume ist ein „Finden zu sich selbst“ und die Förderung seelischer Erholung. Der Besucher findet bei Andōs Gebäuden nicht auf direktem Wege Einlass, sondern gelangt nur durch eine schmale und biegungsreiche Wegführung ins Innere. Auch dies soll der inneren Sammlung des Eintretenden dienen. Dort angekommen, öffnen wenige große „Bild-Fenster“ den Blick auf die Außenwelt und schaffen so eine Verbindung zur Umwelt und Natur, die in Andōs Schaffen eine große Rolle spielt.
Tadao Andōs Architektur kombiniert Einflüsse aus der japanischen Tradition mit denen der Moderne. Er hat dadurch eine vollkommen neuartige Ästhetik des Bauens entwickelt, bei der Beton, Holz, Licht, Raum und Natur in einer architektonisch bislang einzigartigen Art und Weise zusammenspielen. In Japan sowie in Frankreich, Italien, Spanien, Deutschland und den Vereinigten Staaten hat er vielfach ausgezeichnete Privathäuser, Kirchen, Museen, Wohnanlagen und Kultureinrichtungen errichtet.

## Bauwerke
- Haus Azuma, Osaka, 1976.
- Wohngebäude am Rokkō in Kōbe (Rokko I), 1981–1983.
- Haus Koshino, Ashiya,  1979–1984.
- Festival, Einkaufszentrum in Naha, Okinawa, Japan, 1984.
- Haus Kidosaki, Tokio, 1985.
- Wohngebäude Rokkō II in Kōbe, 1986–1994.
- Childrens Museum Himeji in Hyōgo, 1988–89.
- Kirche des Lichts, Ibaraki, 1989–1990.
- Konferenz- und Tagungsgebäude Vitra auf dem Vitra Campus, Weil am Rhein, 1989–1993.
- Naoshima Contemporary Art Museum, 1989–92, 1997.
- Wassertempel, Insel Awaji, Hyōgo, 1991.
- Expo 92, Japan Pavillon, Sevilla, 1992.
- Garden of Fine Art, Kyoto, 1994.
- Wohngebäude Rokkō III in Kōbe, 1994–1999.
- Fabrica (Benetton Research Center), Treviso, Italien. 2000.
- Pulitzer Foundation for the Arts in St. Louis, Missouri, 2001.
- Modern Art Museum of Fort Worth in Fort Worth, Texas, 2002.
- Hyōgo Prefectural Museum of Art, Kōbe, 2002.
- Kunsthaus der Langen Foundation, Raketenstation Hombroich, Deutschland, 2004.
- Chichu Art Museum, Naoshima, Seto-Inlandsee, Japan, 2004.
- Insektarium in Kiryū, Japan, 2005.
- Einkaufszentrum Omotesando Hills, Aoyama, Tokio, 2005.
- Museumsumbau des Palazzo Grassi, Venedig, Italien, 2005–2006.
- Stone Hill Center, Erweiterungsbau, Sterling and Francine Clark Art Institute, Williamstown, Massachusetts, 2008.
- Museumsumbau Punta della Dogana, Venedig, Italien, 2008–2009.
- Steinskulpturenmuseum der Fondation Kubach-Wilmsen in Bad Münster am Stein, 2010.
- Bahnhof Mikawa-Tahara, Tahara, Aichi, 2013.
- Museumsumbau Bourse de Commerce, Paris, Frankreich, 2016–2019.
- Apartmenthaus 152, Elizabeth Street, Nolita District, Lower Manhattan, New York City, USA, 2017.
- Unternehmenszentrale der Weisenburger Bau in Karlsruhe, 2020.

## Projekte
- 2004 erhielt Andō den Auftrag, ein Museum für die Fondation François Pinault pour l’Art Contemporain auf der Seine-Insel Île Seguin in Boulogne-Billancourt bei Paris zu errichten (Planungsvolumen ca. 220 Mio. Euro). Nach Streitigkeiten mit Umweltschützern und Stadtplanern zog Pinault sich jedoch zurück,[3] es blieb bei Andōs Entwurf.[4] Für einen Teil seiner Sammlung ließ Pinault ab 2016 von Andō das ehemalige Gebäude der Pariser Börse zu einem Museum umbauen, das im Mai 2021 seine Pforten öffnete.
- Am 17. Juli 2007 erfolgte der erste Spatenstich für das Projekt Umi-no-Mori („Wald auf dem Meer“) in Tokio.[5] Ziel ist es, eine künstliche Insel, die zuvor als Mülldeponie diente, zu einem bewaldeten Naherholungsgebiet umzuwandeln. Dafür sollen 480.000 Bäume auf 88 ha Fläche gepflanzt werden. Finanziert wird das Projekt durch eine weltweite Spendenkampagne, die auf 30 Jahre angelegt ist. Ein erster Teilbereich von 47 ha sollte 2016 der Öffentlichkeit übergeben werden, die Eröffnung ist inzwischen zu den Olympischen Sommerspielen 2020 geplant.[6] Auf der Insel sollen die Wettbewerbe im Geländeritt im Rahmen des Vielseitigkeitsreiten stattfinden. Das Gesamtprojekt soll bis 2036 fertiggestellt werden.[7]

## Auszeichnungen
Andō hat zahlreiche Auszeichnungen und viele bedeutende Architekturpreise erhalten.
- 1979 Annual Prize des Japan Institute of Architects (für ein Beton-Reihenhaus in Sumiyoshi in Osaka, das ein älteres traditionelles Holzreihenhaus (nagaya) ersetzte.)
- 1985 Fünfte Alvar-Aalto-Medaille
- 1986 Mainichi-Kunstpreis
- 1989 Gold Medal, French Academy of Architecture
- 1990 Osaka Art Prize
- 1992 Carlsberg Architectural Prize der Carlsberg-Stiftung
- 1995 Chevalier de Ordre des Arts et des Lettres
- 1995 Pritzker Architecture Prize Laureate
- 1996 Praemium Imperiale
- 1997 Royal Gold Medal, Royal Institute of British Architects; Officier de l’ordre des Arts et des Lettres
- 1997 Ehrenmitgliedschaft im Bund Deutscher Architekten BDA
- 2001 Ehrenmitglied der American Academy of Arts and Letters[8]
- 2002 Kyoto-Preis
- 2003 Ernennung zum Bunka Kōrōsha, zur Person mit besonderen kulturellen Verdiensten
- 2010 Kaiserlicher Kulturorden

## Zitate
„Architektur zu schaffen bedeutet, repräsentative Aspekte der realen Welt – wie Natur, Geschichte, Tradition und Gesellschaft – in einer räumlichen Struktur auszudrücken, das heißt in einem abstrakten Konzept auf Grundlage einer klaren, transparenten Logik.“

“To truly understand architecture, you must experience space with all your five senses.”

## Film
- Tadao Ando. Von der Leere zur Unendlichkeit. Dokumentarfilm, Deutschland, 2012, 26 Min. oder 53 Min., Buch und Regie: Matthias Frick, Produktion: credo:film, NDR, arte, SRF, Reihe:  Sternstunde Kunst, Erstsendung: 10. Februar 2013 bei SF1 (53 Min.), Inhaltsangabe von BauNetz.